# 알프드오트프로방스주의 아롱디스망
알프드오트프로방스주의 아롱디스망에는 총 4개가 있다.
- 바르슬로네트 아롱디스망 (준주도 : 바르슬로네트)은 2개의 캉통과 16개의 코뮌이 속해 있다.
- 카스텔란 아롱디스망 (준주도 : 카스텔란)은 5개의 캉통과 32개의 코뮌이 속해 있다.
- 디뉴르뱅 아롱디스망 (알프드오트프로방스 주의 주도 : 디뉴르뱅)은 10개의 캉통과 65개의 코뮌이 속해 있다.
- 포르칼퀴에 아롱디스망 (준주도 : 포르칼퀴에)은 13개의 캉통과 87개의 코뮌이 속해 있다.

## 역사
- 1790년 : 바르슬로네트, 카스텔란, 디뉴, 포르칼퀴에, 시스트롱 등 5개의 디스트리크와 함께 바스잘프 주가 생성됨
- 1800년 : 디뉴, 바르슬로네트, 카스텔란, 포르칼퀴에, 강나 설치
- 1926년 : 카스텔란, 시스트롱 아롱디스망 폐지
- 1942년 : 카스텔란 아롱디스망 복구
- 1970년 : 바스잘프 주가 알프드오트프로방스 주로 변경